# William Laud
William Laud, född 7 oktober 1573 i Reading, död 10 januari 1645 i London (avrättad), var en engelsk prelat och ärkebiskop av Canterbury.

## Biografi

### Studier och tidiga år
Laud studerade i Oxford, där han 1593–1610 var fellow vid St John's College och 1611–1617 dess president, prästvigdes 1601, blev 1616 domprost i Gloucester och 1621 biskop av Sankt Davids stift i Wales. Efter att det börjat ryktas att Mary Villiers, mor till kung Jakob I:s favorit hertigen av Buckingham, ville konvertera till katolicismen, kallades Laud att i kungens närvaro disputera med jesuiten John Percy, även känd som Fisher, om den katolska kyrkans ofelbarhetslära (1622).

### Karl I:s rådgivare
Laud blev hertigens av Buckingham biktfader, och fick starkt inflytande över hertigen, och genom honom även över Jakob I:s tronföljare. Vid prins Karls tronbestigning (1625) blev Laud den kungliga kyrkopolitikens ledare. Med stöd av den kungliga maktfullkomligheten försökte han slå fast en gemensam liturgi för den anglikanska kyrkan, och ett oberoende i lärofrågor såväl av Rom som av Genève. Det gör att Laud ofta brukar räknas till the Caroline Divines. Han stöttade befordran av antipuritanska präster till alla högre kyrkliga ämbeten och var en ofta anlitad rådgivare åt Buckingham och Karl I under deras konflikter med parlamentet även i världsligt politiska frågor. 
Efter Karl I:s trontillträde utvecklas Lauds karriär snabbt, med nya steg i stort sett varje år. År 1626 utsågs han till biskop av Bath och Wells, 1627 till medlem av Kronrådet (engelska: privy council), 1628 lämnar han Bath och Wells för att bli biskop av London och 1629 får han parallellt uppdraget som kansler för Oxfords universitet.

### Ärkebiskop av Canterbury
Till sist blir han 1633 ärkebiskop av Canterbury. Som sådan sökte han i sin person koncentrera sitt ämbetes och konungens andliga myndighet till en systematisk strid mot puritanismen och för den andliga enhetens vinnande på den kyrkliga likformighetens väg. Mot vad han ansåg för "oordning inom kyrkan" ingrep han med hänsynslös hårdhet som medlem av Höga kommissionen och Stjärnkammaren, och genom sitt påbjudande av kommunionbordets placering längst österut i kyrkorna samt införandet av äldre, bortlagda ceremonier ådrog han sig oberättigade misstankar för att arbeta på katolicismens återinförande i England, mot vilka han förgäves sökte värja sig genom att utge sin Conference with Fisher (1639). I politiskt avseende stod Laud sin förtrogne vän Strafford synnerligen nära och ivrade liksom denne för ett målmedvetet bruk av den kungliga maktfullkomligheten. 

### Åtal och fall
Lauds kyrkopolitiska system undergrävdes genom hans fruktlösa och av inbördeskrigets utbrott påskyndande strid mot presbyterianismen inom den skotska kyrkan. När 1640 på grund av de skotska oroligheterna Långa parlamentet sammankallades, blev en av underhusets första åtgärder att (18 december) väcka åtal mot Laud inför överhuset (genom riksrätt - impeachment). Laud insattes (mars 1641) i Towern och gav där från sin cellglugg Strafford den sista välsignelsen på dennes väg till avrättningsplatsen (maj samma år); båda hade de offrats av den svage och under press satte konungen. Först våren 1644 fick parlamentet tid att syssla med processen mot Laud, som då anklagades för att ha sökt införa papism i England och omvälva rikets lagar. 
Rättegången fördes ytterst partiskt, och då den till följd av brist på bevis icke tycktes leda till målet, slog Lauds fiender in på en annan väg. Genom en av underhuset (november 1644) antagen Bill of Attainder, som av överhuset biträddes den 4 januari 1645, förklarades Laud för landsförrädare, varefter han avrättades den 10 samma månad. In i det sista bedyrande han att han "alltid levt i Englands protestantiska kyrka". 

### Martyr och helgon
William Laud räknas som martyr och firas i somliga anglikanska kyrkors helgonkalender den 10 januari. Lauds historiskt värdefulla dagbok utgavs 1695 av Wharton; hans samlade arbeten gavs ut i 7 band 1847–1860. Biografier över William Laud har bland annat skrivits av A.C. Benson (1887), W.H. Hutton (1895) och C.H. Simpkinson, Life and times of Laud (1894), i senare tid också av Hugh Trevor-Roper.